# Polysyncraton pavimentum
Polysyncraton pavimentum är en sjöpungsart som beskrevs av Monniot 1993. Polysyncraton pavimentum ingår i släktet Polysyncraton och familjen Didemnidae. Inga underarter finns listade i Catalogue of Life.